# Tennessees generalförsamling
Tennessees generalförsamling (engelska: Tennessee General Assembly) är den lagstiftande församlingen som innehar den lagstiftande makten i delstatsstyret för Tennessee i USA.
Generalförsamlingen är en tvåkammarförsamling som består av senaten och representanthuset.
Generalförsamlingen har sitt säte i Tennessee State Capitol, uppförd 1859, som är belägen i centrala Nashville.

## Senaten
Tennessees senat (engelska: Tennessee Senate) består av 33 senatorer som är valda i majoritetsval från 33 valdistrikt. Mandatperioden för delstatssenaten är 4 år. Fram till 1966 så var mandatperioden för delstatssenaten på 2 år. Det finns ingen begränsning i antal möjliga omval.
För valbarhet till delstatssenaten krävs 30 års uppnådd ålder, amerikanskt medborgarskap, boende i delstaten i tre år samt skriven i det distrikt som vederbörande väljs för ett år innan valet.
Tennesses viceguvernör (engelska: Lieutenant Governor of Tennessee) är även ex officio senatens talman. Viceguvernören är inte direkt folkvald utan väljs av senatens ledamöter vid början av varje 2 årig session.

## Representanthuset
Tennessees representanthus (engelska: Tennessee House of Representatives) består av 99 ledamöter valda i majoritetsval från 99 distrikt med mandatperioder på 2 år. Samtliga ledamöter väljs vid samma val vartannat år. Likt senaten finns ingen begränsning i antalet möjliga omval.
För valbarhet till delstatens representanthus krävs 21 års uppnådd ålder, amerikanskt medborgarskap, tre års boende i delstaten samt att vederbörande är skriven i det distrikt som ställer upp i val för ett år innan valet äger rum.
Valdistrikten ritas om vart tionde år.
Vid inledandet av varje 2 årig session väljs en talman (engelska: Speaker of the Tennessee House of Representatives) samt en talman pro tempore (i praktiken vice talman). Talmannen kan dock delegera ordförandeskapet i kammaren till vilken ledamot som helst, dock inte överstigande mer än 1 dag.

## Bildgalleri

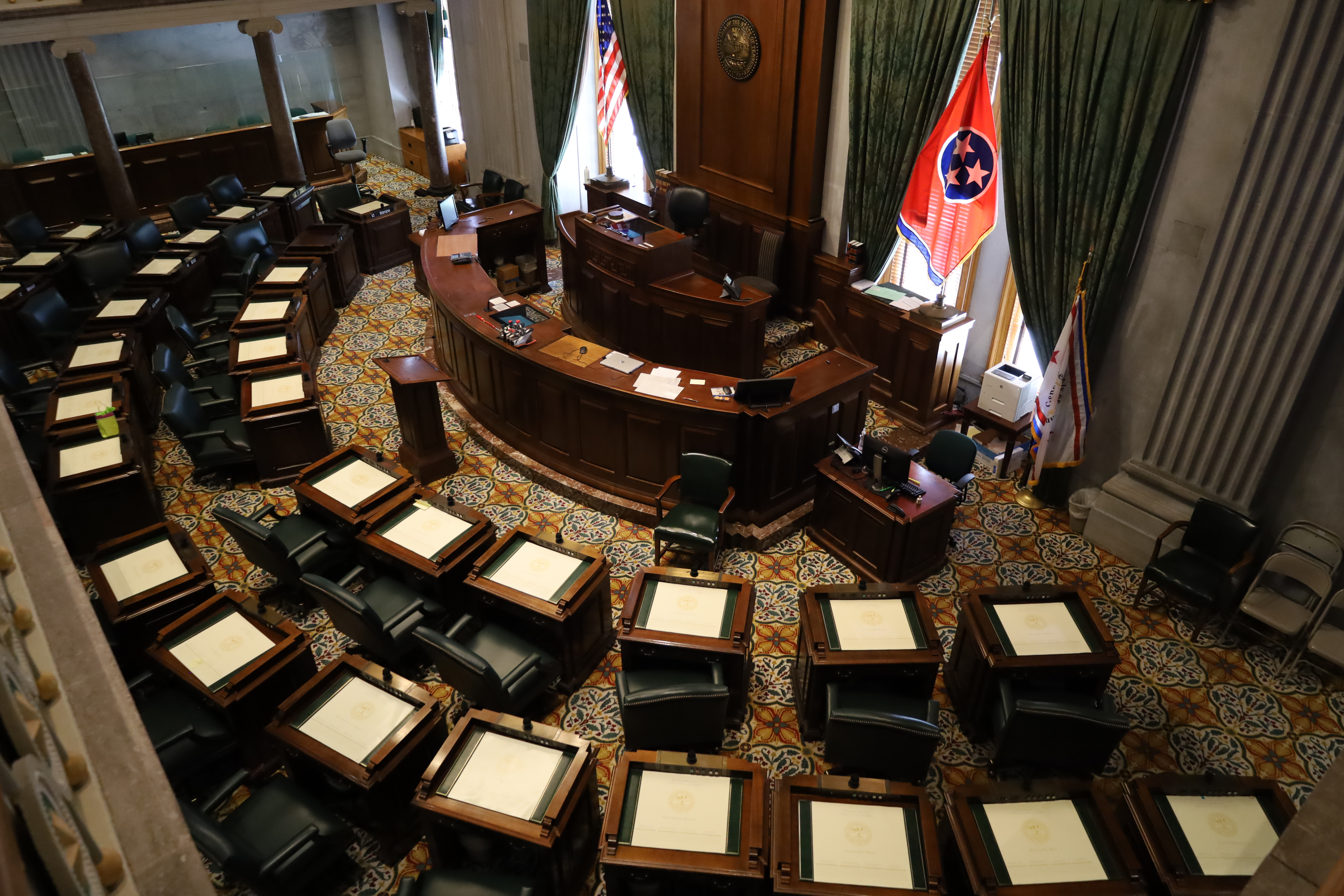
Senatskammaren
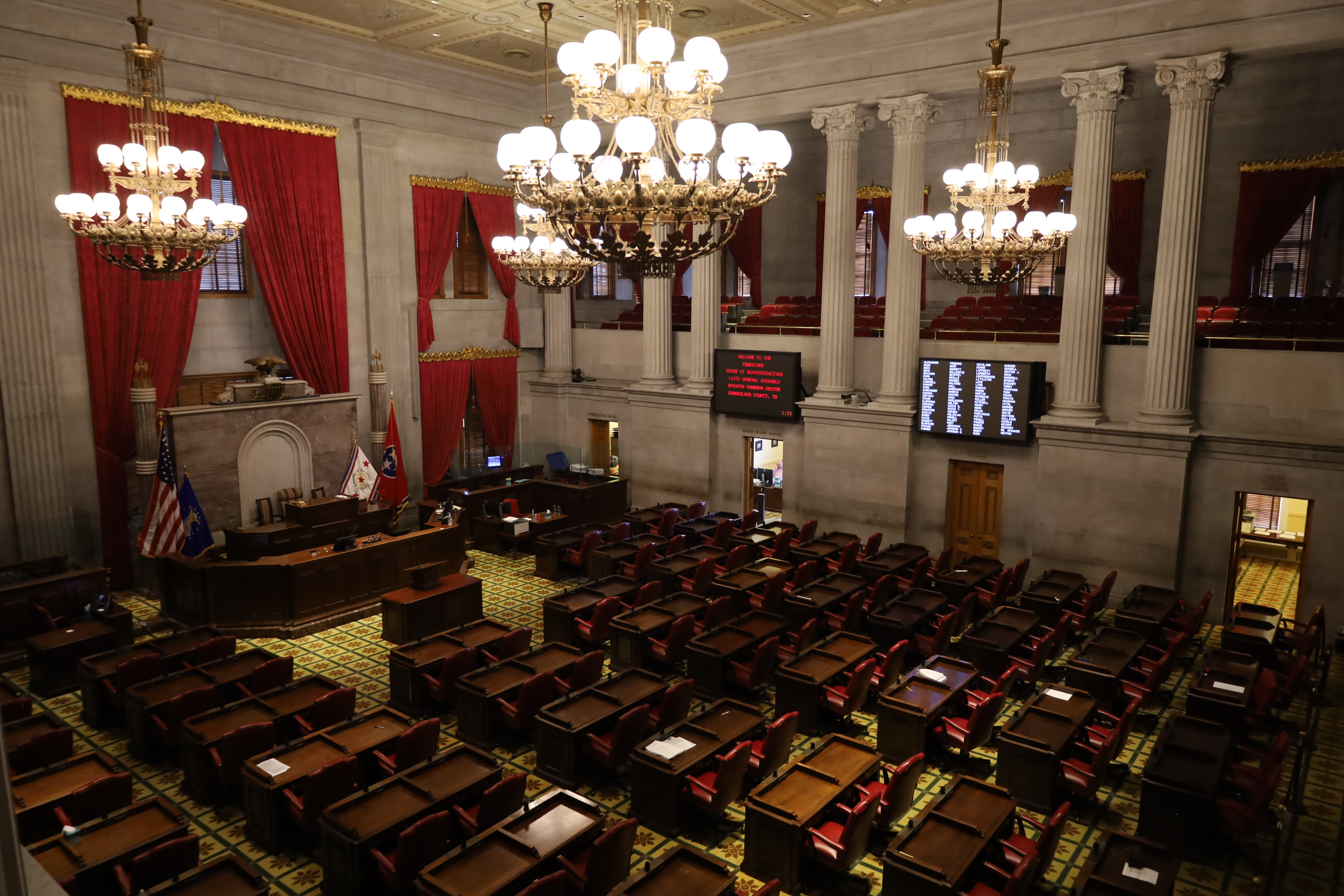
Representanthusets kammare
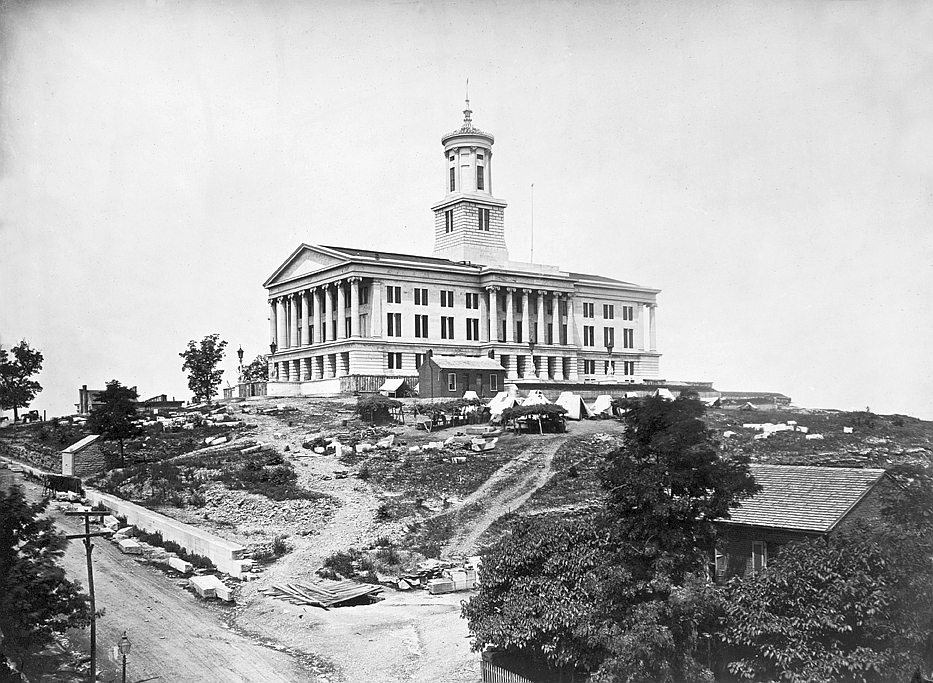
Fotografi av Tennesse State Capitol, uppförd 1859, under amerikanska inbördeskriget
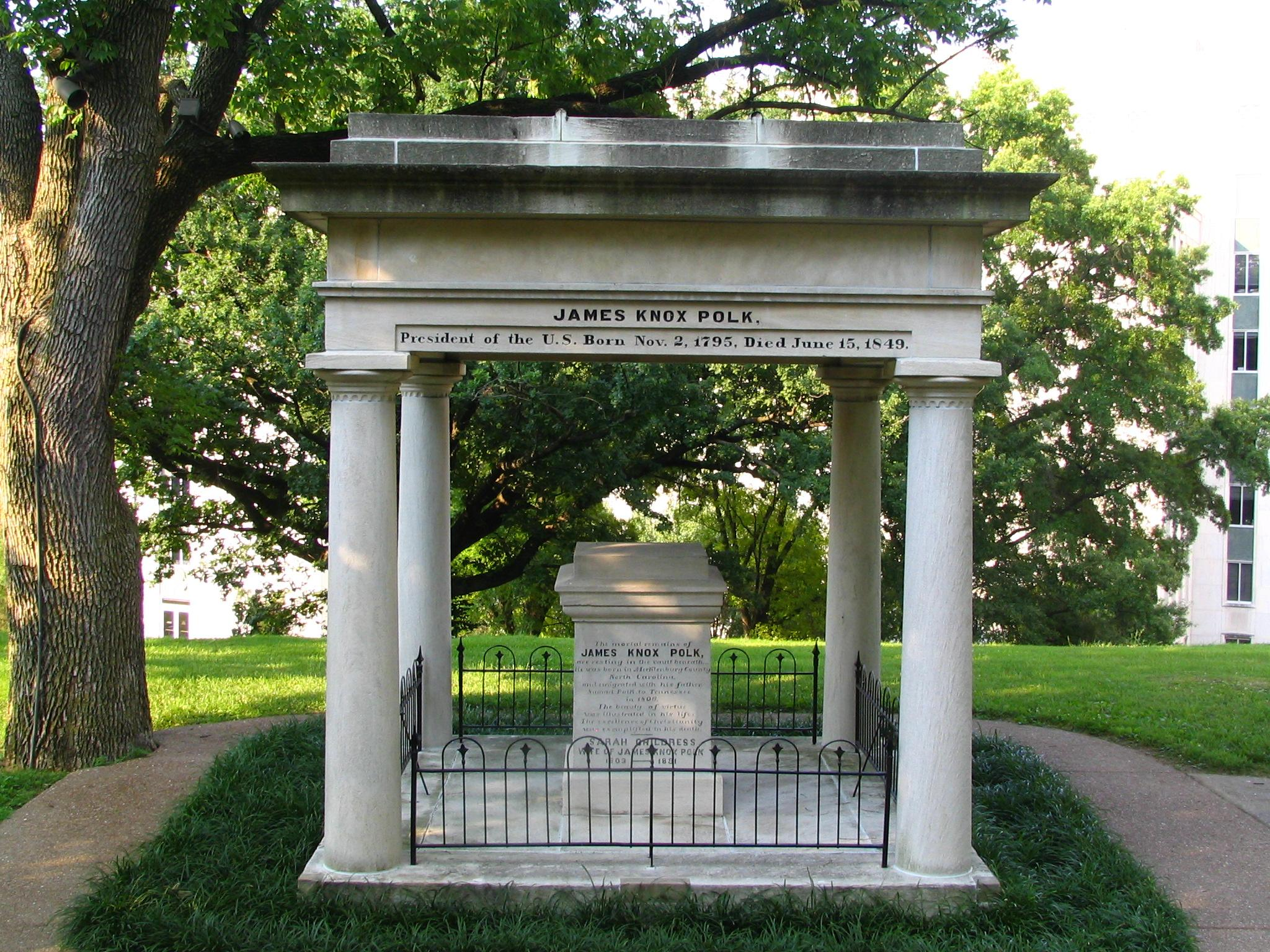
James K. Polks grav, belägen utanför Tennesse State Capitol